# Gravesaner Blätter
Die Gravesaner Blätter: musikalische, elektroakustische und schallwissenschaftliche Grenzprobleme, auch Gravesano review, war eine Fachzeitschrift, die von 1955 bis 1966 vom (in Gravesano lebenden) Hermann Scherchen herausgegeben wurde und im Ars Viva Verlag in Mainz erschien. Die Zeitschrift widmete sich „musikalischen, elektroakustischen und schallwissenschaftlichen Grenzproblemen“. Die Gravesaner Blätter standen in gewisser Konkurrenz zur Musikzeitschrift Die Reihe. Das Periodikum „publizierte die ästhetisch zentralen Texte des Komponisten Iannis Xenakis“.
Im September 2017 machte das Archiv der Berliner Akademie der Künste, das den Nachlass von Scherchen besitzt, alle Ausgaben der Gravesaner Blätter online verfügbar.